# Marlene Wind
Marlene Wind (Skive, Dinamarca, 28 de diciembre de 1963) es profesora de ciencias políticas y directora del Centro de Política Europea, en el Departamento de Ciencias Políticas de la Universidad de Copenhague.  Desde mayo de 2012 es profesora de Derecho Público de la Universidad de Oslo y desde 2011 profesora en la Facultad de Derecho de la Universidad de Copenhague.

## Educación
La profesora Marlene Wind obtuvo los títulos de licenciada en Ciencias Políticas por la la Universidad de Aarhus, en Dinamarca, en 1993, y de doctora, en 1998.

## Carrera profesional
Desde 1999 es profesora en el Departamento de Ciencias Políticas de la Universidad de Copenhague, donde se ha especializado en la interacción entre la justicia y la política en la Unión Europea.
Desde 2011, la profesora Wind también ejerce de profesora en la Facultad de Derecho de la Universidad de Oslo. La profesora Marlene Wind escribe también artículos en el periódico danés Politiken de Copenhague.

## Instituciones
La profesora Wind ha sido miembro del Consejo de Administración del Instituto Danés de Estudios Internacionales, entre 2002 y 2010, y actualmente es representante del consejo del Instituto Universitario Europeo de Florencia (EUI) en Dinamarca  y presidente del Comité de Doctorado danés Es miembro del Comité del Colegio de Europa en Dinamarca y también es miembro del Consejo de Think Tank EUROPA, establecido en 2013 por DI y CO Industry. La profesora Wind también forma parte del Consejo de PluriCourts de la Facultad de Derecho de la Universidad de Oslo y es miembro del Grupo directivo de iCourts, que es un centro de investigación básico dependiente del Fondo Danés de Investigación Nacional. 

## Premios y distinciones
La profesora Wind Ha recibido el Premio Mujeres de Europa como uno de los mejores mediadores europeos en 2009, el Premio Columbus por sus aportaciones en el debate de la Unión Europea, en 2010, el Premio Difusión del Ministerio de Ciencia danés, en 2011, y primer premio tøger seidenfaden por su valor y difusión incansable de conocimiento sobre la cooperación europea, en 2012,.